# Oering
Oering est une commune allemande du Schleswig-Holstein, située dans l'arrondissement de Segeberg (Kreis Segeberg), à mi-chemin entre les villes de Bad Segeberg et Norderstedt. Oering fait partie de l'Amt Itzstedt qui regroupe sept communes autour d'Itzstedt.